# FC Cartagena
Fútbol Club Cartagena er en spansk fodboldklub i  Cartagena i den autonome region Murcia. Klubben er etableret i 1995, og spiller for øjeblikket i den spanske anden division. Holdet har hjemmebane på Estadio Cartagonova, der har plads til 15.105 tilskuere.  
| Fodbold | Spire Denne artikel om en fodboldklub er en spire som bør udbygges. Du er velkommen til at hjælpe Wikipedia ved at udvide den. |